# Майорівка (Компаніївський район)
Майорівка — колишній населений пункт Кіровоградської області колишнього Компаніївського району.

## Стислі відомості
Хутір заснований Семеном Лизогубом на землях Бугогардівської паланки. В 1760-х отримавши хутір, секунд-майор Миргородського полку Панас Гоголь-Яновський назвав його іменем дружини — Тетянівкою. Щоб і себе увічнити, додав до нази хутора своє звання — Тетяно-Майорівка..
До 1967 року перейменоване на Майорівку. Входило до складу Нечаївської сільської ради.
В часі між 1972—1986 роками Майорівка приєднана до села Нечаївка.
В часі штучного винищення голодом 1932—1933 років голодною смертю померло не менше 12 осіб.

## Уродженці
- старшина Холодноярської Республіки Дроботковський Юрій Володимирович (1896—1923).
- Яновський Юрій Іванович (1902—1954) — український радянський письменник-класик.